# Zakaria Khali
 (janvier 2020).
Si vous disposez d'ouvrages ou d'articles de référence ou si vous connaissez des sites web de qualité traitant du thème abordé ici, merci de compléter l'article en donnant les références utiles à sa vérifiabilité et en les liant à la section « Notes et références ».
Zakaria Khali (en arabe : زكرياء خالي), né le 10 mai 1990 à Sidi Bel Abbès, est un footballeur algérien évoluant au poste de défenseur central au CR Témouchent.

## Biographie

### USM Bel Abbès
Avec les El Khadra (les Verts), il remporte la Coupe d'algérie en 2018 ainsi que la Supercoupe d'Algérie la même année. 

### CR Belouizdad
Le 1er juillet 2019, Zakaria signe au CR Belouizdad.

## Palmarès
- Vainqueur de la coupe d'Algérie en 2018 avec l'USM Bel Abbès.
- Vainqueur de la supercoupe d'Algérie en 2018 avec l'USM Bel Abbès.
- Accession en Ligue 1 en 2014 et 2016 avec l'USM Bel Abbès.